# Marie Grégoire
Pour les articles homonymes, voir Grégoire.
Marie Grégoire est une communicatrice, une administratrice et une femme politique québécoise, née le 15 août 1965 à Berthierville. 
Elle est députée de la circonscription de Berthier à l'Assemblée nationale du Québec de 2002 à 2003 sous la bannière de l'Action démocratique du Québec. Elle occupe différents postes de gestion et fait sa marque sur la scène médiatique. En 2021, elle est nommée présidente-directrice générale de Bibliothèque et Archives nationales du Québec.

## Biographie
Née le 15 août 1965 à Berthierville dans la région de Lanaudière, Marie Grégoire est la fille de Bernard Grégoire, industriel, et de Nicole Pagé.
Elle détient un baccalauréat en communications de l'Université d'Ottawa. Communicatrice multifonction, elle cumule une expérience diversifiée en communication et en marketing dans les secteurs économique et social.  La diversité de ses intérêts la mène de l'entreprise familiale, A. Richard ltée. à Creacom 6e sens, puis à des postes de cadres dans des grandes entreprises avant de travailler en consultation. En 2011, elle occupe le poste d'associée fondatrice de TACT Intelligence-conseil, une firme spécialisée en relations et affaires publiques.
Engagée dans son milieu, elle collabore avec plusieurs associations et fondations. Elle contribue entre autres à la Fondation Carmand-Normand depuis sa création en 2008, à la Fondation pour l'alphabétisation et elle est membre du conseil d'administration du Domaine Forget. Elle s'est aussi impliquée auprès de Fondation Les Petits Trésors et du Club des ambassadrices du CECI. Elle a été membre de la Société d'aménagement Berthier-d'Autray, de la Corporation de développement économique de Berthier, du Conseil permanent de la jeunesse du Québec , du comité consultatif de la Banque nationale pour la région de Lanaudière, du conseil d'administration du Carrefour jeunesse-emploi d'Autray-Joliette et de la table famille-enfance du CRD Lanaudière.
Présidente du congrès de fondation de l'Action démocratique du Québec, elle est candidate du parti dans la circonscription de L'Assomption aux élections de 1998. Elle est élue députée adéquiste dans la circonscription de Berthier à l'élection partielle du 17 juin 2002. Elle est battue par le péquiste Alexandre Bourdeau aux élections de 2003.
Elle est récipiendaire, en 2005, de la Médaille de l'Assemblée nationale.
Marie Grégoire intervient dans plusieurs médias québécois. Elle participe, de 2007 à 2015, à l'émission Le club des ex au Réseau de l'information (RDI), puis effectue un retour de 2016 à 2021. Elle est analyste politique et société dans plusieurs émissions dont Gravel le matin, Première heure et RDI Matin.
D'octobre 2020 à juin 2021, elle est rédactrice en chef de la revue Le Temps de parole, publiée par le Cercle des ex-parlementaires de l'Assemblée nationale du Québec. 
En août 2021, elle est nommée présidente-directrice générale de Bibliothèque et Archives nationales du Québec.

## Publications
- Marie Grégoire, Éric Montigny et  Youri Rivest, Le cœur des Québécois : l'évolution du Québec de 1976 à aujourd'hui, 2016[10]
- Marie Grégoire et Pierre Gince, René Lévesque et nous : 50 regards sur l'homme et son héritage politique, Éditions de l'Homme, 2020 (ISBN 9782761955232, présentation en ligne)
- Marie Grégoire et Pierre Gince, Robert Bourassa et nous : 45 regards sur l'homme et son héritage politique, Éditions de l'Homme, 2019 (ISBN 9782761951500, présentation en ligne)